# Боргоне-Суза
Боргоне-Суза (итал. Borgone Susa, пьем. Borgon, франкопров. Burgùn, фр. Bourgon) — коммуна в Италии, располагается в регионе Пьемонт, в провинции Турин.
Население составляет 2337 человек (2008 г.), плотность населения составляет 466 чел./км². Занимает площадь 5 км². Почтовый индекс — 10050. Телефонный код — 011.
Покровителем коммуны почитается святой Николай Чудотворец, празднование 6 декабря.

## Демография
Динамика населения:

## Администрация коммуны
- Официальный сайт: http://www.comune.borgonesusa.to.it/